# 沃布利茲湖
53°17′49″N 12°59′39″E / 53.29694°N 12.99416°E

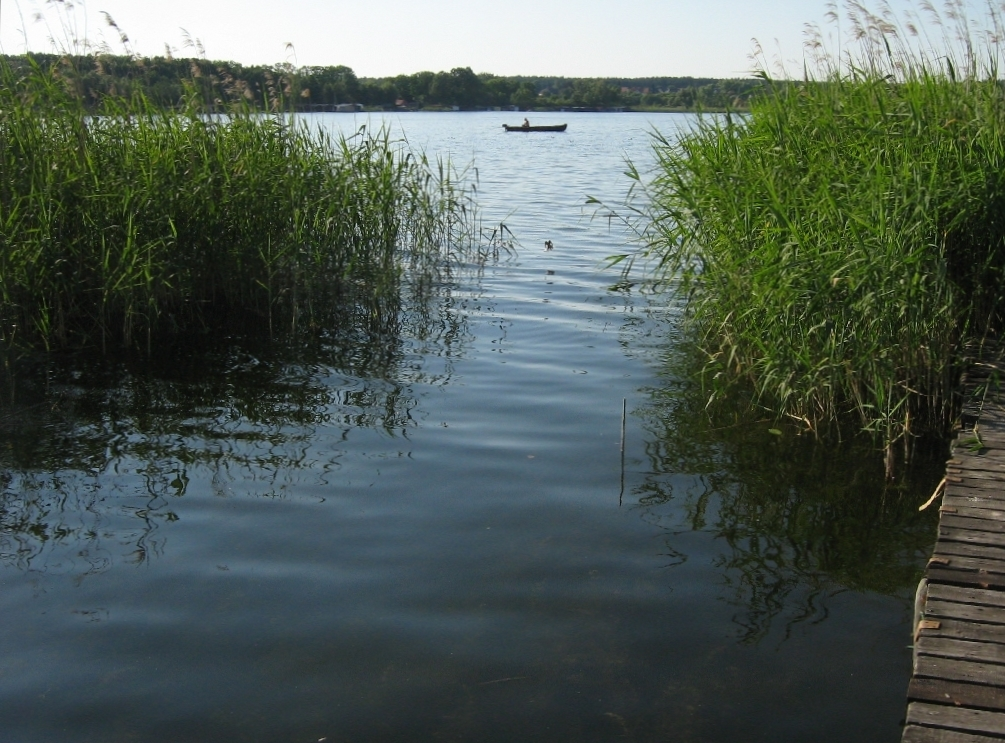

沃布利茲湖（德語：Woblitzsee），是德國的湖泊，位於該國東北部，由梅克倫堡-前波美拉尼亞州負責管轄，處於梅克倫堡湖區郡，面積5.2平方公里，海拔高度57米，平均水深1.6米，最大水深6.9米。